# Highland (Indiana)
Pour les articles homonymes, voir Highland.
Highland est une municipalité américaine située dans le comté de Lake en Indiana. Lors du recensement de 2010, sa population est de 23 727 habitants.

## Géographie
Highland se trouve dans le nord de l'Indiana et fait partie de l'aire métropolitaine de Chicago.
Selon le Bureau du recensement des États-Unis, laa municipalité s'étend en 2010 sur une superficie de 6,96 milles carrés (18,03 km2) dont 0,02 mille carré (0,05 km2) d'étendues d'eau.

## Histoire
La localité est appelée Highlands (« hautes terres ») car elle se trouve sur une arête sableuse au milieu d'une zone marécageuse. Les premiers européens à s'y installer son Michael et Judith Johnston en 1847. Les marais sont asséchés dans les années 1870 et des fermes y sont établies par des hollandais. Le Chicago and Atlantic Railroad atteint le bourg en 1882.
Highland devient une municipalité en 1910. Elle connaît une explosion démographique dans les années 1940 et 1950.

## Démographie
La population de Highland est estimée à 22 585 habitants au 1er juillet 2016.
| Groupe                           | Highland (2016) | Indiana (2017) | États-Unis (2017) |
| -------------------------------- | --------------- | -------------- | ----------------- |
| Blancs                           | 84,4            | 85,4           | 76,6              |
| Afro-Américains                  | 3,6             | 9,7            | 13,4              |
| Métis                            | 2,3             | 2,1            | 2,7               |
| Asiatiques                       | 1,9             | 2,4            | 5,8               |
| Amérindiens                      | 0,4             | 0,4            | 1,3               |
|                                  |                 |                |                   |
| Hispaniques et Latino-Américains | 15,3            | 7,0            | 18,1              |

Le revenu par habitant était en moyenne de 30 381 dollars par an entre 2012 et 2016, supérieur à la moyenne de l'Indiana (26 117 dollars) et à la moyenne nationale (29 829 dollars). Sur cette même période, 7,6 % des habitants de Highland vivaient sous le seuil de pauvreté (contre 14,1 % dans l'État et 12,7 % à l'échelle des États-Unis).